# Salm-Neuburg
Salm-Neuburg fue el nombre de una rama de la Casa de Salm, cuyos miembros gobernaron el condado imperial de Neuburg am Inn desde 1528 hasta 1654. La línea masculina, y por ende la rama, de Salm-Neuburg se extinguió en 1784.

Escudo de armas de la Familia Salm-Neuburg.

## Historia
La línea de Salm-Neuburgo se remonta al general imperial Nicolás, conde de Salm (1459-1530), de la línea luxemburguesa de la Casa de Salm, quien, gracias a sus servicios en la exitosa defensa del primer asedio de Viena en 1529, recibió el condado de Neuburg am Inn como feudo imperial y se convirtió así en el conde Nicolás I de Salm-Neuburg. Él era el hijo menor de Juan IV, conde de Salm, barón de Viviers (1431-1485) y su esposa Margarita de Sierck (1437-1520).
Tras la muerte de Nicolás de Salm en 1530, su hijo mayor, Nicolás II (1503-1550), lo sucedió como propietario del condado de Neuburg, mientras que su hijo menor, Wolfgang (1514-1555), se convirtió en príncipe-obispo de Passau en 1540. El conde Nicolás II hizo remodelar el castillo de Neuburg en estilo renacentista . Tras su muerte, su hijo, Nicolás III (1503-1580), lo sucedió como propietario de Neuburg am Inn. En 1563, introdujo allí la Reforma . Después de su muerte, el condado pasó a su hermano, Julio I († 1595), luego a su hijo, Weichard († 1617), y finalmente a su hijo, Julio II († 1654). A diferencia del vecino condado imperial de Ortenburg, el condado de Neuburg no pudo conservar la fe luterana, ya que era un feudo de los Habsburgo. Tras la creciente recatolicización en Austria a partir de 1620, la Reforma también fue revertida en Neuburgo. Julio II no solo era el propietario de Neuburgo, sino también gobernador de Moravia, y recibió un condado en el Reino de Bohemia en 1637.
Tras la muerte de Julio II de Salm-Neuburg, el condado de Neuburg pasó a su hermano Carlos I († 1662), quien lo vendió a Jorge Luis de Sinzendorf en 1654 por 400.000 florines , aunque este acuerdo no fue confirmado por el Emperador hasta 1662.
Posteriormente, los miembros de la rama Salm-Neuburg vivieron predominantemente en Austria, siendo su residencia principal el Palacio de Salm en la Plaza Alta de Olomouc (Horí náměstí). Sus bienes inmuebles incluían los señoríos de Velké Opatovice, Jevíčko, Roubanina, Jaroměřice, Malenovice, Pohořelice y Svojanov, así como varias fincas en el Condado de Glatz. Alrededor de 1780, Carlos Vicente mandó construir el Castillo de Pohořelice como su nueva residencia. A su muerte en 1784, sus propiedades estaban valoradas en 431.000 florines, aproximadamente el equivalente a sus deudas.
Con la muerte del conde Carlos Vincente la línea masculina se extinguió, y en 1845 con Maria Antonia (casada con la condesa Czernin von und zu Chudenitz) también en la línea femenina.

## Gobernantes
- Nicolás I (1529-1550)[2]
- Nicolás II (1550-1574)
- Julio I (1574-1595)
- Weichard (1595-1612)
- Carlos (1612-1664), junto con...
  - Julio II (1612-1655)
- Fernando Julio (1655-1697)
- Francisco Leopoldo (1697-1702)
- Ernesto Leopoldo (1702-1722)
- Karel Otto (1722-1766)
- Francisco Vicente (1766-1784)

## Literatura
- Constantin von Wurzbach : Salm, Niklas (II.) Graf. En: Léxico Biográfico del Imperio Austriaco . 28.ª parte. Imprenta Imperial y Real de la Corte y del Estado, Viena, 1874, págs. 135-138 (copia digital).
- Detlev Schwennicke: Árboles genealógicos europeos Volumen IV (1981) Láminas 92–94
- Walter Zechmeister: Criptas y tumbas en Santa Dorotea. Entierros de residentes no monásticos en los canónigos agustinos de Viena. Viena: Buchschmiede 2023. pp. 94-135.